# وفاة نابليون

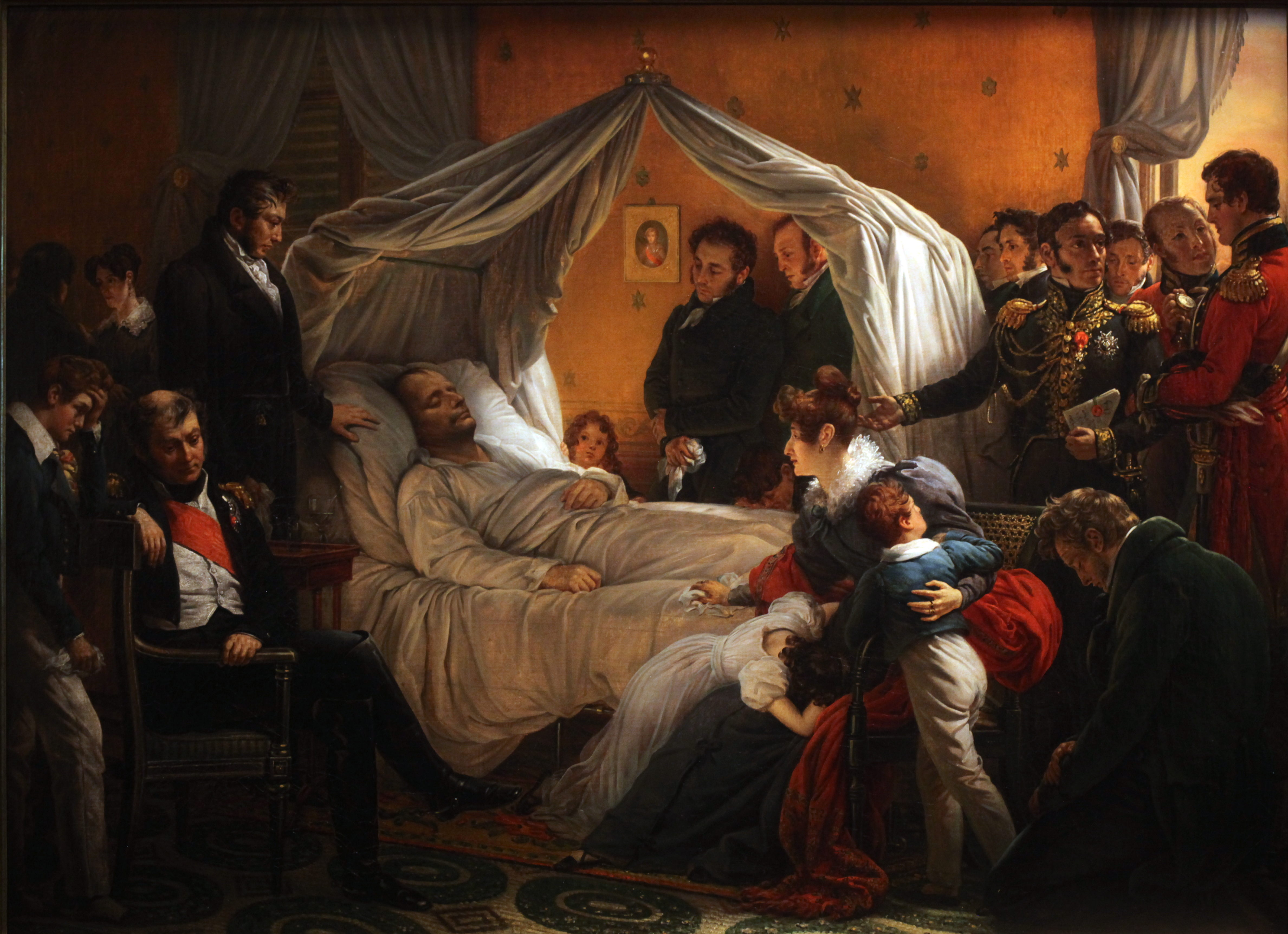
موت نابليون في سانت هيلينا، لوحة رسمها شارل دي ستوبين (حوالي عام 1828). يحيط بالإمبراطور رفاقه الذين أهدتهم له الصدفة أو المصلحة في عام 1815 أثناء منفاه، والخدم والضباط الإنجليز. ستة عشر شخصًا، من بينهم اثنا عشر فرنسيًا، يراقبون سريره ذي الأعمدة الأربعة، والذي نقل إلى الصالون في منزل لونغوود.

توفي نابليون الأول في 5 مايو 1821، في لونغوود في جزيرة سانت هيلينا، أثناء منفاه، عن عمر يناهز 51 عامًا. كان ذلك بسبب سرطان المعدة، الناتج عن تفاقم القرحة. منذ الخمسينيات فصاعدا، طعن بعض المؤلفين، ومعظمهم من العالم الأنجلو ساكسوني، في هذه الرواية، واقترحوا وجود سبب جنائي في أعقاب التسمم بالزرنيخ. وقد دحض هذه الأطروحة المؤرخون المتخصصون في تاريخ نابليون الأول، مثل البروفيسور جان تولارد من جامعة السوربون ومعهد العلوم السياسية، وتييري لينتز وباتريس جينيفي.

## ظروف وفاة نابليون
كان نابليون الأول طريح الفراش منذ 17 مارس، ويعاني من آلام شديدة في المعدة. كان يقبل كميات أقل وأقل من الطعام، وكان القيء المنتظم يجعله أضعف يوما بعد يوم. استيقظ في الأول من مايو 1821، لكن الضعف أجبره على العودة إلى السرير. كان لديه تمثال نصفي لابنه موضوعًا مقابل سريره، وكانت عيناه مثبتتين عليه باستمرار. 
وفي 3 مايو، أصبحت الأعراض أكثر إثارة للقلق. في الرابع من مايو، لاح بصيص أمل بعد تناوله جرعة عالية من الكالوميل(كلوريد الزئبق السام) من قِبل طبيبه الإنجليزي أرشيبالد أرنوت واثنان من زملائه، ولكن ضد نصيحة الطبيب الكورسيكي فرانسوا أنتوماركي. ومع ذلك، كان التأثير عنيفًا للغاية. 
في ليلة الرابع والخامس من مايو، كان نابليون في حالة غيبوبة. بالكاد كان واعيًا، بدا وكأنه ينطق بالكلمات "tête... armée..." (رئيس... جيش...). وفي الصباح، تجمع رفاقه حول سريره، معتقدين أن هذا سيكون يومه الأخير. توفي يوم السبت 5 مايو 1821، الساعة 5:49 مساءً، عن عمر يناهز واحدًا وخمسين عامًا وثمانية أشهر وواحد وعشرين يومًا. 
وفي اليوم التالي، جاء حاكم الجزيرة، السير هدسون لوي، شخصيًا مع موظفيه والمفوض الفرنسي، الماركيز دي مونتشينو، للإعلان رسميًا عن وفاة "الجنرال بونابرت". عند مغادرته لونغوود، أعلن لحاشيته: "حسنًا، أيها السادة، كان أعظم عدو لإنجلترا، ولي أيضًا؛ لكنني أسامحه على كل شيء. عند وفاة رجل عظيم كهذا، لا ينبغي للمرء إلا أن يشعر بحزن عميق وندم عميق." 

## تشريح الجثة
وفقًا لرغبات نابليون، شرحت جثته في 6 مايو 1821، في الساعة 2 مساءً من قبل فرانسوا أنتوماركي، بمساعدة سبعة أطباء بريطانيين، من أجل تحديد السبب الجسدي لمرضه والاستفادة من هذه الوثيقة في حالة تعرض ابنه لبعض الأمراض التي تقدم تشبيهات بالمرض الذي كان على وشك أن يأخذه: لأن نابليون كان مقتنعًا بأنه سيموت من مرض مماثل للذي أخذ والده تشارلز بونابرت، ألا وهو سرطان المعدة. 
ومع ذلك، أثار تشريح جثته الكثير من الجدل منذ عام 1821، بسبب العديد من التقارير، الرسمية وغير الرسمية، بما في ذلك ما لا يقل عن ثلاثة تقارير، كلها مختلفة، من الدكتور أنتوماركي وحده. 
قبل إغلاق الجثة، تم إزالة القلب والمعدة ووضعهما في أكواب فضية تحتوي على إيثانول. 
بمجرد اكتمال العملية، ألبست الجثة زي فرسان الحرس الإمبراطوري، وتزيينها بكل الأوسمة والنياشين التي أنشأها المتوفى أو تلقاها أثناء حكمه، وبعد ذلك وضعت على السرير الحديدي الذي اعتاد أن يحمله حاشيته في حملاته؛ وكان المعطف الأزرق المطرز بالفضة الذي ارتداه في معركة مارينجو بمثابة غطاء جنازته.

## التحليل المعاصر
توصل الحاكم البريطاني للجزيرة، هدسون لوي، إلى توافق في الآراء بين تقارير التشريح البريطانية والفرنسية: حيث خلص إلى أن سبب الوفاة هو سرطان المعدة. 
واليوم، تم التشكيك في هذه الرواية الرسمية. كانت ظروف وفاته موضوعًا للكثير من التكهنات، خاصة منذ أن اقترح ستين فورشوفود، وهو طبيب أسنان سويدي وخبير في علم السموم، التسمم بالزرنيخ في عام 1961. 

### قرحة متفاقمة

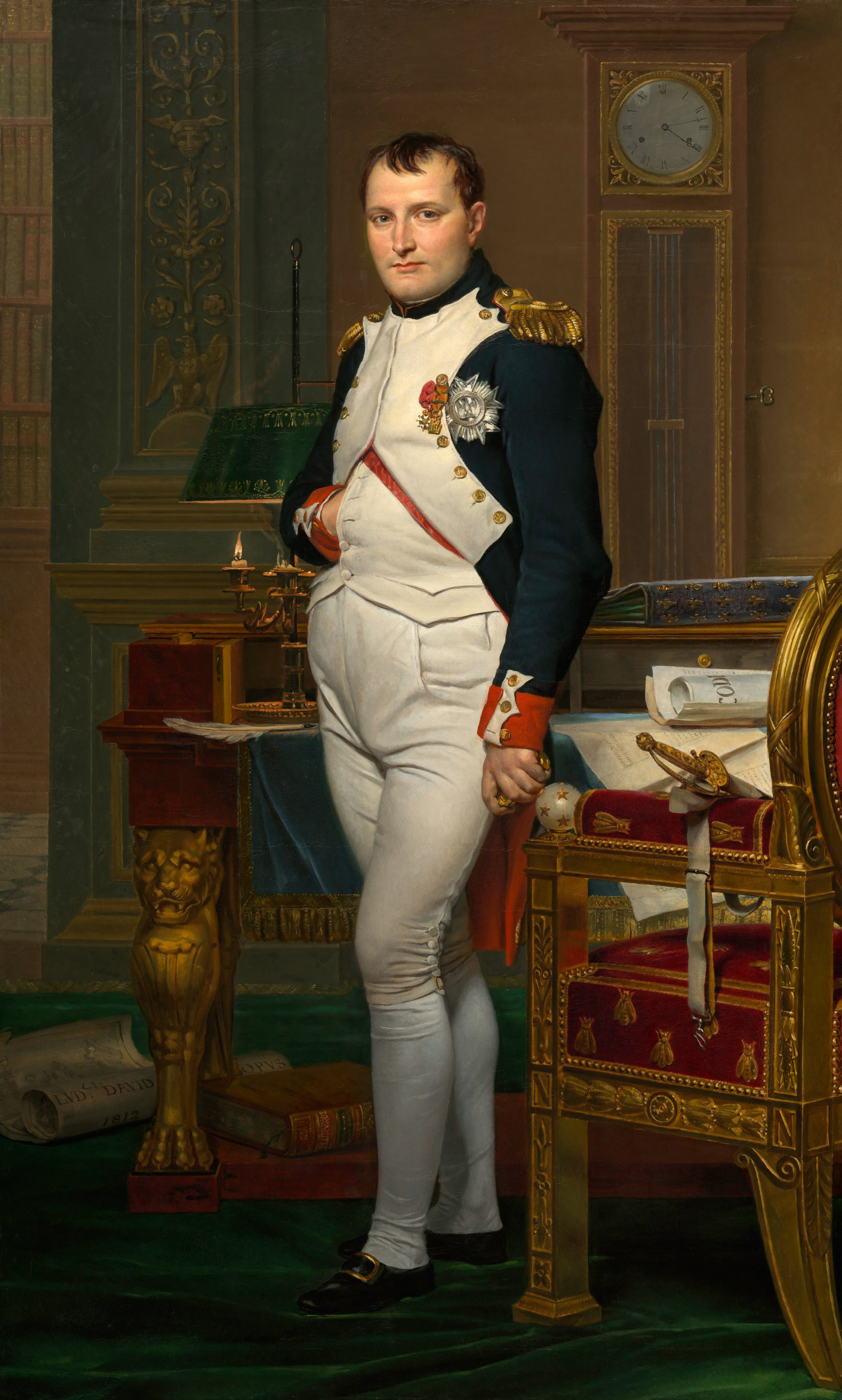
غالبًا ما يتم تصويره بيد واحدة مطوية في سترته، وتقول الأسطورة أنه كان يضع يده على معدته طوال حياته بسبب قرحته بينما كان يتبنى وضعية شائعة في ذلك الوقت في اللياقة.

يشير الطبيب الكورسيكي فرانسوا أنتومارشي  وخمسة أطباء إنجليز  في تقارير تشريحهم إلى وجود قرحة معدية مثقوبة مزمنة (كانت ستسبب التهاب الصفاق المميت)، والتي ربما تطورت إلى سرطان، وآفات رئوية مرتبطة بالسل. ويؤكد تقرير آخر أعده الدكتور والتر هنري بعد عامين في 12 سبتمبر 1823 وجود هذه القرحة، التي تفاقمت بسبب وجود "كتل من القرح السرطانية". يرى تييري لينتز وجاك ماسي أن هذه الأطروحة، التي تتوافق مع التقرير الأولي، هي الأكثر مصداقية من الناحية التاريخية. 
وإذا ما قورنت جميع تقارير التشريح، فإنه يتبين أن القرحة المعدية المثقوبة الكبيرة، التي حجبها الفص الأيسر من الكبد، لم تكن سبب وفاة الإمبراطور. إن حقيقة أن الدكتور أنتومارشي واجه صعوبة في فصل الجدار الخارجي للمعدة عن الكبد تدعم وجود تليف قديم يعود تاريخه إلى عدة أسابيع أو أشهر قبل الوفاة. ومن ناحية أخرى، وصف جميع الشهود، من أطباء وغير أطباء، الغشاء المخاطي للمعدة في حالة سيئة على كامل سطحه تقريبًا، مع "كتلة من التقرحات". وقد تم وصف هذا المرض بشكل جيد بعد بضع سنوات من قبل جان كروفيلييه، في عام 1830، تحت اسم "نزيف المعدة". ويسبب نزيفًا مجهريًا مزمنًا، مما يؤدي إلى نقص الحديد، وفقر الدم، والوفاة بسبب النزيف (فقدان أكثر من 40% من إجمالي حجم الدم). 

### سرطان المعدة
تشير دراسة نُشرت في عام 2007 في مجلة الممارسة السريرية الطبيعية لأمراض الجهاز الهضمي والكبد إلى أن نابليون كان يعاني من آفة ورمية معدية تتوافق مع سرطان المعدة. تعتمد هذه الدراسة على أوصاف قدّمها أنطوماركي في تقريره الثاني عن التشريح، والذي نُشر في عام 1825، أي بعد أربع سنوات من إجراء التشريح. ومع ذلك، فقد تبيّن أن هذا التقرير ينتحل، جزئيًا، مقالًا طبيًا نُشر في مايو 1823 من قِبل الدكتور رولييه في مجلة الأرشيف العام للطب، بعنوان: "ملاحظة حول احتقان سرطاني صغير في المعدة، محصور للغاية، مثقوب في مركزه، وتبعه تسرب الطعام إلى التجويف البطني." وإلى جانب كونه حالة من السرقة الأدبية، فإن تقرير أنطوماركي لعام 1825 يُعد أيضًا تزويرًا.
تثبت مقالة باستيان وجاندل عدم موثوقية تقرير تشريح الجثة الذي قدمه أنتوماركي عام 1825. ولكن بالنسبة لبعض المؤلفين، هناك على الأقل أربع حجج ضد تشخيص السرطان كسبب للوفاة:
1. لم يكن تعريف السرطان في عام 1821 يعتمد على التشخيص الخلوي، أي المجهري، كما هو الحال اليوم. علاوة على ذلك، في تقرير تشريح جثة كارلو بونابرت، والد الإمبراطور، تظهر كلمة "ورم" 4 مرات، ولكن لم تظهر كلمتي "سرطان" أو "سكوير" مرة واحدة. كانت معدته مسدودة بورم حميد "بطول وحجم حبة بطاطس كبيرة، أو حبة كمثرى شتوية كبيرة مستطيلة... متقرن ونصف غضروفي". [17]
2. همس نابليون لأطبائه بتشخيص إصابته بالسرطان. وعندما أخبره الدكتور أرنوت أن مرضه كان في المعدة، فكر على الفور في وفاة والده، الذي كشف تقرير تشريح جثته عن وجود ورم في المعدة، والذي أدى إلى إنسداد معدته، مما أدى إلى الوفاة بسبب الهزال. كان هذا التشخيص للسرطان مناسبًا لهودسون لوي، لأنه استبعد أي مسؤولية من جانب مناخ هيلينا والبريطانيين عن وفاة أسوأ أعدائهم. [18]
3. وأخيرا، الحجة الرئيسية هي أن كلمة "ورم" لا تظهر في أي من تقارير التشريح. ومع ذلك، فإن سرطان المعدة هو في المقام الأول انتشار للخلايا الخبيثة، أي الورم، وهو مصطلح كان معروفا في أوائل القرن التاسع عشر. يشير الإنجليز إلى "قرحة في عملية التسرطن"، وهو أمر محتمل، لكنه لا يستطيع بأي حال من الأحوال تفسير الوفاة في 5 مايو 1821. [18]
4. في حالة سرطان المعدة في القرن التاسع عشر، حدث الموت من خلال إحدى الآليات التالية: نزيف داخلي هائل، أو انسداد كامل يمنع كل التغذية، أو النقائل التي تؤثر على عضو حيوي وتجعله غير نشط. لا توجد أعراض أو نتائج تشخيصية تدعم هذه النظرية. [17]

ومع ذلك، واستنادًا إلى تقرير الأوصاف السريرية (لا سيما فقدان حوالي عشرة كيلوغرامات في الأشهر الستة الأخيرة من حياته)، خلصت هذه الدراسة أيضًا إلى أنه كان مصابًا بسرطان المعدة في المرحلة النهائية، والذي تسبب فيه قرحة من أصل بكتيري (Helicobacter pylori). 

### نظرية التسمم بالزرنيخ
اقترح ستين فورشوفود، وهو طبيب أسنان سويدي، هذه الفرضية حوالي عام 1955 عندما قرأ مذكرات لويس جوزيف مارشان، خادم نابليون الشخصي، والتي نشرها أحفاده للتو في عامي 1952 و1955. ثمانية وعشرون من الأعراض الـ 31 التي وصفها مارشان (بما في ذلك اختفاء نظام الشعر) تشبه تلك الناجمة عن التسمم بالزرنيخ. 
حصل فورشوفود من مصادر مختلفة على عدة خصلات شعر ادعى أنها تعود لنابليون، وقام بتحليلها على يد البروفيسور هاملتون سميث من جامعة غلاسكو: من خلال قطع الشعر إلى أجزاء صغيرة وتحليل كل جزء، ثم الإشارة إلى التواريخ التي قيل أنه تم جمع الشعر فيها، وربط كل هذه البيانات، قام بعمل رسم بياني يوضح تطور تركيز الزرنيخ في جسد نابليون قبل وأثناء نفيه. يقال إن نابليون عانى من التسمم المزمن بالزرنيخ منذ عام 1805، والذي، إلى جانب مناخ الجزيرة، أضعفه إلى الحد الذي أدى إلى القضاء عليه بسبب العلاجات الطبية في ذلك الوقت، ولا سيما الكالوميل الذي أُعطي له في الأيام الأخيرة من حياته. 
ومع ذلك، فقد تم التشكيك في هذه الأطروحة من خلال دراسة علمية أجريت عام 1998 (مقترحة أن نابليون كان مصابًا بسرطان المعدة وأن وفاته كانت بسبب نزيف داخلي ناجم عن تناول الكالوميل)، كما تعرضت لانتقادات شديدة من قبل المؤرخين الطبيين بول جينير وجاي جودلويسكي والمؤرخ تييري لينتز، الذين قالوا إن نابليون مات "بمحض إرادته"، أو حتى "من الملل"، والذين نشروا مع جان تولارد عملاً جماعيًا بعنوان "حول تسميم نابليون" ، حيث أعربوا عن شكوكهم حول شرعية عينات الشعر المأخوذة، ومنهجية وتفسير النتائج. بعد أن أجرى الدكتور كينتز والدكتور فورنيكس، اللذان أجريا التحليلات السمية، مقابلةً معهما، وبعد أن تمكنا من إعادة قراءة مقابلاتهما، أعلنا أنهما لم يتحدثا قط عن "اغتيال" نابليون، بل عن التعرض للزرنيخ، وهو أمر مختلف. 
وفي يونيو 2010، صدر كتاب يتضمن تقارير إنجليزية لم تنشر من قبل تؤكد اتهامات الدكتور توماس شورت. قام شورت بتشخيص مرض الكبد المزمن لدى نابليون، مما أدى إلى ظهور نظرية مفادها أنه توفي في النهاية بسبب خراج الكبد المعقد بسبب الزحار الأميبي، وأن حاكم الجزيرة، هدسون لوي، كان مسؤولاً عن الرغبة في إنهاء حياة الأسير الشهير. أدت هذه الاتهامات إلى شطب الطبيب الأيرلندي من سجل الخدمات الطبية للبحرية الملكية. 

### التسمم بالزرنيخ
وبتمويل من بن ويدر، أجرى الدكتور باسكال كينتز، رئيس الجمعية الدولية لعلماء السموم في الطب القانوني، تحليلاً خلص في عام 2003 إلى أن الإمبراطور كان مخموراً بالزرنيخ، الذي وجده موجوداً بجرعات هائلة، ليس على السطح كما كانت الحال في التحليلات السابقة، ولكن في نخاع شعر الإمبراطور. 
بعد عامين، في مختبرات كيم توكس في ستراسبورغ، أجرى الدكتور كينتز ثلاث سلاسل من التحقيقات على خمسة خصلات شعر مختلفة، كلها من مجموعات مختلفة حول العالم: 
1. القياس العالمي للزرنيخ في خمسة خصلات من الشعر باستخدام مطيافية الامتصاص الذري.
2. تحديد الموقع التشريحي للزرنيخ في الشعر باستخدام تقنية Nano-SIMS.
3. التحليل المعدني الكامل مع التحديد النوعي، وهي طريقة لتحديد طبيعة المنتج السام بدقة، في هذه الحالة الزرنيخ.

بفضل هذه التحليلات الجديدة، تعمق الدكتور كينتز في دراسته من خلال تحديد التسلسل الزمني لإدارة المادة السامة (التي كانت "ارتفاعاتها" متوافقة مع الأعراض التي لاحظها وسجلها رفاق الإمبراطور في المنفى)، وحددها على أنها المعدن الأكثر سمية وهو الزرنيخ، والذي تم العثور عليه في شكل سم الفئران. 
وقد عرضت نتائج هذه التحليلات بالتفصيل من قبل الدكتور كينتز في 2 يونيو 2005، في إلكيرش-جرافينستادن بالقرب من ستراسبورغ. وفي ختام شهادته، شهد الدكتور كينتز: "في جميع عينات شعر الإمبراطور، كشف تحليل ICP-MS عن تركيزات هائلة تتفق مع التسمم المزمن بالزرنيخ غير العضوي السام للغاية. "نحن بلا شك على درب التسمم الإجرامي". 
وفي الآونة الأخيرة، أضاف في مقاله "ثلاث سلاسل من التحليلات لشعر نابليون تؤكد تعرضه المزمن للزرنيخ": "بالنظر إلى هذه البيانات العلمية، يمكننا أن نستنتج أن نابليون كان بالفعل ضحية للتسمم المزمن بالزرنيخ المعدني، وبالتالي سم الفئران". 
وقد تم دعم هذه الاستنتاجات من قبل المتحف الدولي للعلوم الجراحية والكلية الدولية للجراحين في شيكاغو. 
في 11 فبراير 2008، خلص المعهد الإيطالي للفيزياء النووية (INFN) التابع لجامعتي ميلانو وبافيا على أساس عينات الشعر المحفوظة في المتاحف النابليونية في فرنسا وإيطاليا (متحف غلاوكو لومباردي بارمي، ومتحف نابليون في روما، ومتحف شاتو دي مالميزون)، والتي تم قياسها بواسطة مفاعل الأبحاث النووية في المركز الإيطالي، إلى أن مستويات الزرنيخ كانت مرتفعة بشكل غير طبيعي، ولكنها قابلة للمقارنة مع تلك الموجودة في شعر شبابه، وليست استثنائية مقارنة بالمستويات الموجودة في عينات من جوزفين دي بوهارنيه وابنها ملك روما. وأشار المعهد إلى أن كمية الزرنيخ التي لوحظت في هذه العينات كانت أعلى بمئة مرة من المستوى المقاس اليوم، ولاحظ أن "البيئة التي عاش فيها الناس في بداية القرن التاسع عشر أدت بوضوح إلى تناول كميات من الزرنيخ نعتبرها خطيرة اليوم".  

### من الناحية الطبية البحتة
إن تشخيص التسمم بالزرنيخ لدى نابليون غير مقنع، حيث أن التسمم الحاد الشامل يسبب الوفاة، في حين يزعم المؤيدون أن التسمم المزمن قد يستمر لعدة أشهر أو سنوات. حدد ستين فورشوفود 31 علامة موحية، بما في ذلك مزيج من الأعراض الحادة والمزمنة، ولكن العديد منها غير محددة. بالإضافة إلى ذلك، تستهدف السموم الكيميائية عادةً جزيئات محددة، مما يؤدي إلى تطور منطقي للأعراض وتلف الأنسجة، وهو ما لا يتوافق مع أعراض نابليون، مثل التهاب اللثة. 

### الفشل الكلوي والتسمم
في كتابه " كليتي نابليون"، اقترح الطبيب الدنماركي أرن سورينسن أن نابليون توفي بسبب مشاكل في المسالك البولية والكلى. 

## إحياء ذكرى وفاة نابليون

### مراسم
في الخامس من شهر مايو من كل عام، تقام في جزيرة سانت هيلينا احتفالات عامة حول قبر الإمبراطور الفرنسي لإحياء ذكرى وفاته. 
في الإنفاليد في باريس، يتم تنظيم احتفالات تشمل وضع أكاليل الزهور والاحتفالات الدينية كل عام بالاشتراك مع الحاكم العسكري لباريس وحاكم الإنفاليد والعائلة الإمبراطورية ومؤسسة نابليون. 

### الذكرى المئوية الثانية
ولإحياء الذكرى المئوية الثانية لوفاة نابليون في 5 مايو 2021، أي بعد مرور 200 عام بالضبط، أقيمت احتفالات تذكارية في فرنسا وفي سانت هيلينا. 
ومن المقرر أيضًا إقامة احتفالات مختلفة في جزيرة سانت هيلينا. في 5 مايو، أقيم حفل في منزل لونغوود. في يوم 6 مايو، أقيم قداس في كنيسة الإمبراطور. وأخيرا، سيقام يوم 9 مايو مراسم دفن الإمبراطور. سيتم بث هذه الأحداث مباشرة عبر الإنترنت. 
ومن المقرر أيضًا إقامة العديد من الفعاليات (المعارض والمؤتمرات والحفلات الموسيقية وما إلى ذلك) في جميع أنحاء العالم في عام 2021. بسبب وباء كوفيد-19، من المرجح أن يتم تعديل عدد من الأحداث أو تأجيلها إلى تاريخ لاحق. 

## سينما
- السيد ن، فيلم فرنسي من إخراج أنطوان دي كاون، تم إنتاجه في عام 2003
- رهينة أوروبا، فيلم تاريخي فرنسي بولندي من إخراج جيرزي كواليروفيتش، صدر عام 1989.